# حارة المعاصر
حارة المعاصر هي إحدى القرى اللبنانية من قرى قضاء الهرمل في محافظة بعلبك الهرمل.